# 查理曼級戰艦
查理曼级戰艦（英語：Charlemagne-class）是法國海軍在1890年代建造的前無畏艦船级，本級艦以法蘭克王國國王查理曼為名，共有3艘同型艦，分別為查理曼號、聖路易號、高盧人號。在查理曼级戰艦以前，法國海軍所建造的前無畏艦皆無同型艦，因此本級艦是法國海軍首級別擁有同型艦的前無畏艦船级。在設計上，查理曼级戰艦配備4門305公釐口徑1893年型主砲在2座雙聯裝砲塔內，水線裝甲帶最大厚度為320（13英寸），滿載時排水量為11,275公噸（11,097長噸），最大航速可達18節（33每小時；21英里每小時）。
所有本級艦的服役期間大多數在法國地中海分艦隊中，在和平時期曾發生多起意外，在這當中就包括4次相撞事故，其中1次是1912年聖路易號與葡月號潛艇相撞，造成葡月號沉入海底。聖路易號在整個服役期間經常擔任艦隊旗艦；而查理曼號則是參與過2次佔領佔領鄂圖曼帝國列斯伏斯島米蒂利尼的軍事行動。
第一次世界大戰期間的最初幾個月裡，所有本級艦皆在地中海執行護航任務，協助協約國運輸艦隊運送部隊穿越地中海。3艘艦後來於1914年11月皆前往達達尼爾海峽，阻止德艦格本號從鄂圖曼帝國出擊。查理曼號與高盧人號後來在1915年初，與英國艦隊一同對達達尼爾海峽兩岸的鄂圖曼防禦工事進行對岸砲擊行動，而聖路易號則航往巴勒斯坦與西奈半島等地，對這一帶的鄂圖曼陣地執行砲擊任務。高盧人號後來在加里波利海戰中被鄂圖曼的岸防砲重創，導致艦艇嚴重進水，最終不得不以擱淺方式避免沉沒。當該艦返回土倫大修結束後，再度前往達達尼爾海峽支援登陸加里波利半島的聯軍士兵，直到聯軍於1916年1月因戰事不利而撤離為止。聖路易號與查理曼號隨後轉往位在薩洛尼卡的法國分艦隊，防止希臘王國軍事干涉協約國在薩洛尼卡前線的戰事。高盧人號在這之後也預定要前往薩洛尼卡支援，但在途中被德國UB-47號潛艦擊沉。
倖存的聖路易號與查理曼號自1917年起便轉調至後備役，首艦查理曼號甚至在同年就被除役，並於1923年拆解。聖路易號先是在1919年至1920年間，短暫地轉換成訓練艦，1920年後又改為宿舍船。法國海軍最後於1931年將聖路易號從海軍名錄中除籍，但直到1933年才將該艦出售拆解。

## 設計

### 整體特徵及推進系統

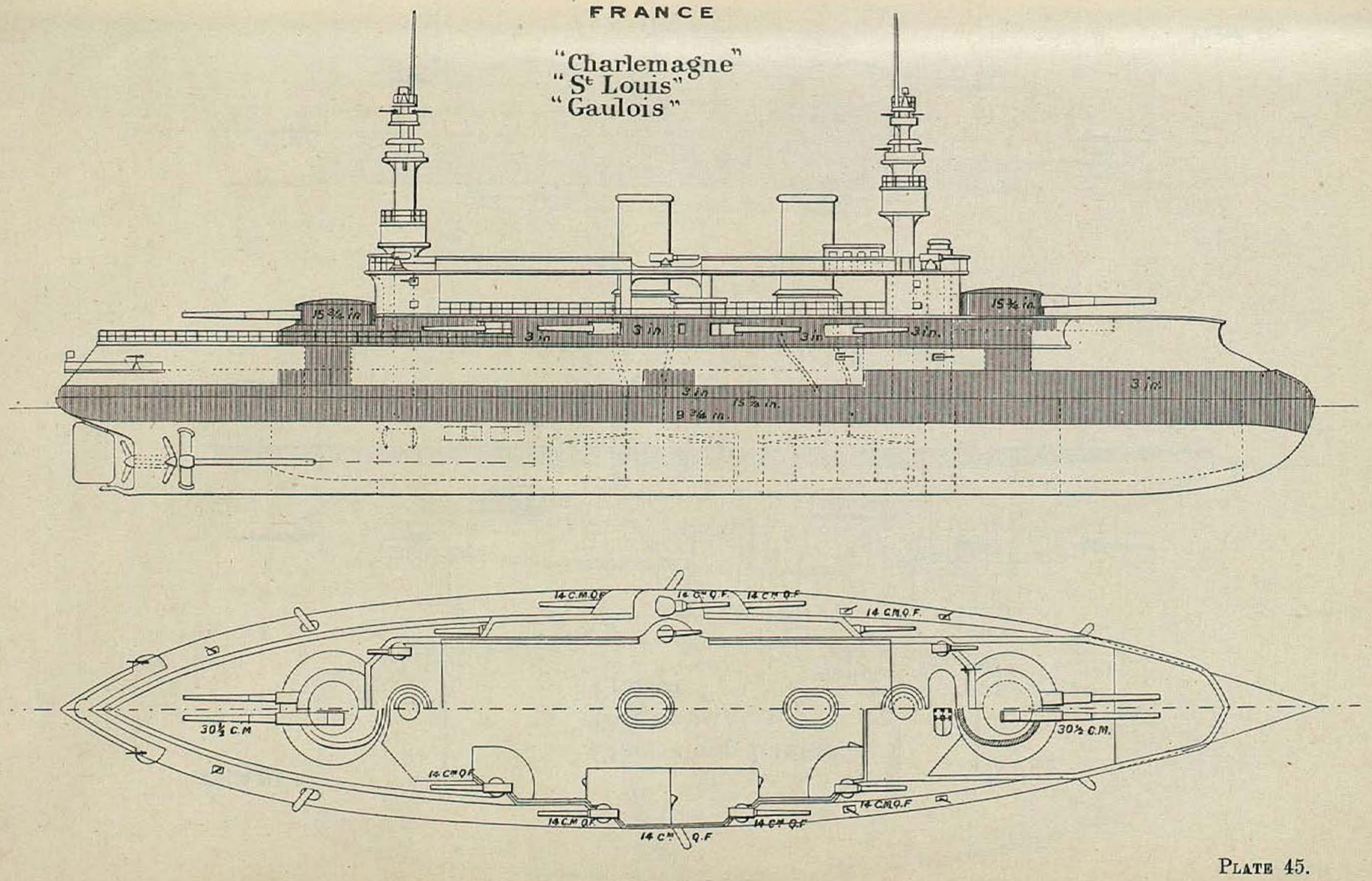
查理曼級描繪圖，出自1896年的布拉希海軍年鑑（Brassey's Naval Annual）。

查理曼級戰艦全長117.7（386英尺2英寸），舰宽20.3（66英尺7英寸）；標準排水量11,100公噸（10,900長噸），滿載時排水量為11,275公噸（11,097長噸），此時船艏吃水深度為7.4（24英尺3英寸），船艉則是8.4（27英尺7英寸）。艦上可搭載727名士官及船員，但在擔任旗艦時可增加至744名乘員。
如同先前的法國主力艦設計，查理曼級戰艦保有明顯的船舷內傾結構。高盧人號艦長菲立克斯·薩隆·德·凱唐吉（Félix Salaün de Kertanguy）曾讚賞本級艦是一艘穩定的射擊平台，在狹窄的空間內可進行良好地操縱，但他也抱怨在裝甲佈局上不夠高，無法有效地防止砲彈穿透主裝甲帶，被攻擊時容易讓砲彈穿隧至次要武器下方的位置引爆。另外，本級艦在海上航行時若遭遇頂頭浪，整個航行運作狀況會下降；當高盧人號曾於1900年在比斯開灣航行時遭遇風暴，迎面的海浪拍打在舰艏後會產生巨大浪花，導致前主砲塔及炮廓皆淹沒在海浪中。
本級艦的推進系統採用3組4缸垂直型三脹式蒸汽機，每組蒸汽機驅動一直徑4.3（14英尺）的螺旋槳。整個推進系統的動力由20台貝爾維爾（Belleville）式水管鍋爐組成，其最大工作壓力為17千克每平方（1,667千帕斯卡；242磅力每平方英寸），共可輸出14,500匹公制馬力（10,700千瓦特）。在海試時，本級艦的動力系統輸出狀況在14,220—15,295匹公制馬力（10,459—11,249千瓦特）之間，最高航速則落在18.024至18.5節（33.380至34.262每小時；20.742至21.289英里每小時）之間。艦上最多可攜帶1,050公噸（1,030長噸）的燃煤，確保在10節（19每小時；12英里每小時）航速下，巡航半徑可達4,200英里（3,600海里）。

### 武器配備
查理曼級戰艦的主要武器為4門305公釐40倍徑1893年型主砲，這4門主砲分別安裝在2座雙聯裝砲塔內，2座主砲塔則分別配置在前甲板與後甲板上。這是法國海軍艦艇首次採用305（12.0英寸）口徑火炮，這些火炮依靠電動馬達來水平旋轉移動，但是在垂直角度上仍須靠手搖式裝置來調整。整個火炮的仰角介於-5度到+15度之間，在裝載彈藥時必須完全降下砲管角度才行。在主砲塔內有一可容納10發砲彈的儲存架，降低從彈藥艙搬運彈藥的次數。305（12.0英寸）口徑火炮使用的是349.4（770磅）重的穿甲彈，其槍口初速815每秒（2,670英尺每秒），裝填速度理論上為每輪1.3分鐘。在最大升角下，其最遠射程可達12,900（14,100碼）。當出航執勤時，每門砲皆配有45發砲彈供其使用。
次要武器配置上，查理曼級戰艦裝配10門138.6公釐口徑1893年型火砲，其中8門分別配置在炮廓內，另外2門以炮盾保護，安裝在靠近船舯的艏樓甲板上。138.6（5.46英寸）口徑的仰角介於-5度30秒到+19度30秒之間，其槍口初速為730每秒（2,400英尺每秒），每分鐘可發射4輪35（77磅）重的穿甲彈，在最大仰角下可達到11,000（12,000碼）遠的射程距離，出航時艦上共可庫存2316輪砲彈供其使用。
本級艦另配有8門100公釐口徑1893年型火砲，所有火炮皆以炮盾保護並安置在船艛建築上。這些火炮可在-10度到+20度之間上下擺動，其槍口初速為710每秒（2,300英尺每秒），可在1分鐘內發射5輪砲彈。100公釐口徑火炮採用的砲彈重量為16（35磅），在最大仰角下可攻擊10,000（11,000碼）遠的目標。出航時共可庫存2288輪砲彈，確保每門砲可分配到286輪砲彈數量。為了加強反魚雷艇能力，本級艦加裝20門哈其開斯47公釐口徑1885年型火砲，這些火炮配置在桅杆上、船艛建築上、炮廓內等。47公釐口徑火砲的仰角間距在-21度到+24度之間，其槍口初速為650每秒（2,100英尺每秒），使用的砲彈重量為1.5（3.3磅），在1分鐘內射速約12輪；若在最大仰角下，可達到4,000（4,400碼）遠的最大射程。出航執勤時，本級艦預計可攜帶10,500輪砲彈供47公釐口徑火砲使用。
查理曼級戰艦另配有4組450（17.7英寸）口徑魚雷管，以兩兩為一組分別配置在左右舷侧。其中2組在艦體水面下區域，旋轉角度限制在與船軸垂直90度起，向左與向右各10度左右，另外2組則在艦體水面上區域；每艘艦配有12發1892年型魚雷。此魚雷彈頭重75（165磅），在27.5節（50.9每小時；31.6英里每小時）航速下最遠射程達800（870碼）。不過在1906年時，所有本級艦的水面上魚雷管皆被移除，僅保留水面下的魚雷管。在船艏設計上，本級艦與同時代的戰艦一樣，保有著犁形撞角。

### 裝甲防護
查理曼級戰艦共使用820.7公噸（807.7長噸）的哈維裝甲來打造整個裝甲防護帶，在吃水線區域設有3.26（10英尺8英寸）高的裝甲帶，整個水線裝甲帶最大厚度為400（15.7英寸），在下緣部分也有110（4.3英寸）。裝甲甲板部分整體厚度為55（2.2英寸），在與水線裝甲帶連接的部分，其厚度還要再增加35（1.4英寸）。主砲塔以320（12.6英寸）厚的裝甲保護，不過砲塔頂部的裝甲厚度僅50（2.0英寸）；炮座部分以270（10.6英寸）厚的裝甲保護。138.6（5.46英寸）口徑火炮所在的炮廓外壁，其裝甲厚度為55（2.2英寸），並由150（5.9英寸）厚的橫向水密艙壁保護之。司令塔裝甲厚度資訊分別為側面326（12.8英寸）、頂部50（2.0英寸）、通訊管200（7.9英寸）。

## 同型艦
| 艦名     | 名稱來源 | 造船廠         | 架設日期      | 下水日期       | 服役日期      | 結局                                  | 附註                      |
| -------- | -------- | -------------- | ------------- | -------------- | ------------- | ------------------------------------- | ------------------------- |
| 查理曼號 | 查理曼   | 布雷斯特兵工廠 | 1894年8月2日  | 1895年10月17日 | 1897年9月12日 | 1923年時拆解。                        | [ 1 ] [ 17 ]              |
| 聖路易號 | 路易九世 | 洛里昂兵工廠   | 1895年3月25日 | 1896年9月2日   | 1900年9月1日  | 1933年4月25日時拆解。                 | [ 1 ] [ 3 ]               |
| 高盧人號 | 高盧人   | 布雷斯特兵工廠 | 1896年1月6日  | 1896年10月6日  | 1900年9月1日  | 1916年12月27日被德國UB-47號潛艦擊沉。 | [ 1 ] [ 9 ] [ 18 ] [ 19 ] |

## 服役歷程

### 第一次世界大戰前

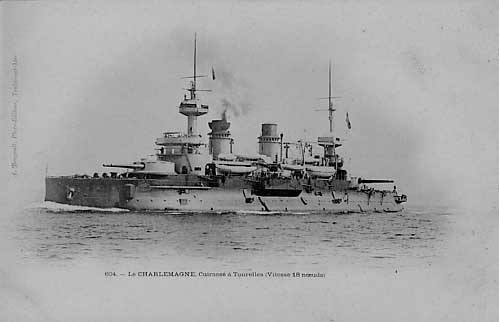
查理曼號戰艦。

首艦查理曼號於1897年9月12日正式服役，是本級艦中最先服役的軍艦，法國海軍首先將查理曼號分派至北方分艦隊（Escadre du Nord），不過在1900年後又將所有本級艦全分配至地中海分艦隊。二號艦聖路易號在抵達土倫後即擔任該艦隊旗艦，之後3艘艦皆多次參與港口訪問和海軍閱兵典禮儀式。三號艦高盧人號在抵達土倫不久後，不小心與斧槍號驅逐艦發生擦撞意外，之後在1903年又與布韋號相撞，所幸這2起事故並無造成多大傷害。1901年期間，查理曼號及高盧人號曾支援法國軍隊佔領鄂圖曼帝國的米蒂利尼，迫使蘇丹阿卜杜勒-哈米德二世與法國公司簽屬合同，並向法國銀行償還貸款。1905年11月至12月，法軍響應列強的號召，指派查理曼號加入國際分遣艦隊，支援聯軍佔領米蒂利尼軍事行動。1906年4月，義大利維蘇威火山突然爆發，對當地造成嚴重災害，法國遂派遣高盧人號、耶拿號、布韋號前往進行人道救援。
法國海軍在1909年到1910年間，將本級3艘艦全改編至北方分艦隊。1911年，聖路易號在伊埃爾參與演習時，不小心與匕首號驅逐艦發生相撞意外。法國海軍本來就計畫為聖路易號進行改裝，卻因發生相撞意外，遂將改裝工程提前與修理工程一併進行。然而，不幸的事情於1912年6月8日再度降臨至聖路易號，這次是與葡月號潛艇在海峽群島盔岩附近海域相撞，結果葡月號受損過重而沉入海底，艦上24名船員全部喪生。查理曼號與高盧人號則在1912年至1913年間，相繼進行改裝作業。所有本級艦在改裝作業完成後，陸續地改編回地中海分艦隊，不過查理曼號這次被分派至訓練總隊，聖路易號則擔任總隊旗艦。法國海軍原預計在1914年10月將高盧人號轉調至訓練總隊，但因第一次世界大戰突然爆發而作罷。

### 第一次世界大戰期間

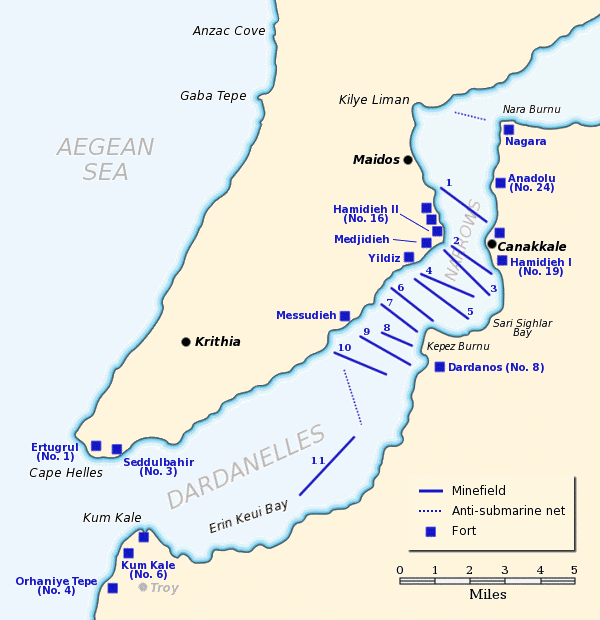
鄂圖曼帝國於1915年2月至3月間，在達達尼爾海峽的防線布置圖。

第一次世界大戰初期，所有查里曼級艦皆奉命護航盟軍運輸艦隊越過地中海。隨後在1914年11月時，三艘艦都調至距加里波利半島不遠的博茲賈島，阻止德艦格本號從鄂圖曼帝國出擊。海軍准將埃米爾·保羅·阿馬布勒·蓋普拉特在三艦抵達博茲賈島後不久，指定高盧人號為臨時旗艦，直到蘇弗朗號戰艦於1915年1月返航回來之後，才將旗艦一職從高盧人號轉往蘇弗朗號。聖路易號於1915年2月9日成為新成立的敘利亞艦隊（escadre de Syrie）旗艦，該艦隊主要任務為襲擊敘利亞、黎巴嫩、巴勒斯坦、西奈半島上的鄂圖曼帝國陣地及運輸航線。1915年4月，聖路易號於時與法國艦隊一同對加薩及阿里什進行對岸轟炸，之後於5月時轉移至達達尼爾海峽。

#### 加里波利海戰
英法聯軍預計在1915年2月19日開始派遣海軍艦艇駛入達達尼爾海峽，除了向兩岸的鄂圖曼帝國要塞砲擊外，還試圖從海上開出一條通往鄂圖曼首都君士坦丁堡的路線。法國海軍指派高盧人號等戰艦前去作戰，查理曼號雖也加入行列，卻被排在後方支援，並非在前方加入戰鬥組。在白天的行動中，高盧人號被鄂圖曼的岸防砲擊中2次，但只有輕微受損。儘管查理曼號沒有受損，但高盧人號仍在2月25日的炮火攻擊中與查理曼號交換戰鬥位置。法國分艦隊接下來於3月2日轉移至萨罗斯湾，朝駐防在加里波利半島上的防禦工事進行砲擊。5天過後，法國分艦隊將任務改為壓制砲火，原砲擊任務則由英國戰艦接手進行。在這天行動中，高盧人號被1發炮彈擊中，所幸這發砲彈並未引爆而無大礙。蓋普拉特後來在3月11日再度領導法國分艦隊前來萨罗斯湾，繼續向鄂圖曼的防禦工事進行砲擊。
接下來，英法聯軍決定在3月18日對海峽沿岸的防禦工事進行總攻擊，英國分艦隊將率先駛入海峽，而法艦則在後方進行支援並在近距離向岸邊防禦工事開火。高盧人號在這天又被鄂圖曼的岸防砲擊中2次，其中1發還造成嚴重傷害。這發砲彈先是擊中船艏右舷水線以上的部位，並直接穿過水線以下的裝甲板，在艦體水線下鑿開一個大洞，使海水直接從此洞口湧進艦體內。由於艦上的船員無法阻止海水湧入艦體，艦長安德烈-卡西米爾·比亞爾決定將高盧人號駛向博茲賈島北方的兔島等待救援。查理曼號在一旁護送高盧人號，避免該艦無法支撐而沉沒時能夠迅速提供救援；不過高盧人號仍抵達兔島，並成功地在海灘上擱淺等待救援，工程人員隨後前往該地進行臨時維修。經過臨時維修後，高盧人號在蘇弗朗號的護送下返回土倫。2艦在返航途中遭遇暴風雨，不得不轉往納瓦林灣避難，最後在4月3日才抵達土倫。在土倫大修期間，工程人員順勢對高盧人號進行改裝作業，改善其航海穩定度，整體工程直到7月才結束，之後該艦再度駛往達達尼爾海峽。

#### 1915年至戰後

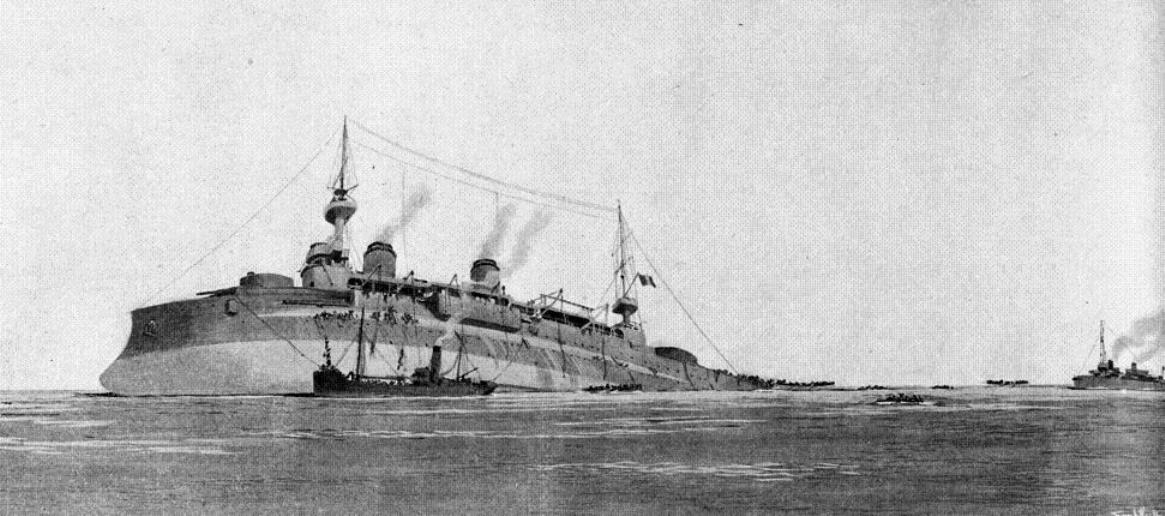
高盧人號戰艦於1916年12月27日時，在希臘南方的愛琴海海域遭德國UB-47號潛艦襲擊。遇擊22分鐘後，整個艦體傾覆在海面上。

查理曼號在加里波利海戰沒有受到嚴重損害，在比塞大修復後便於5月返回達達尼爾海峽。聖路易號也在同月抵達海峽，2艦後來都為登陸加里波利半島的法國軍隊提供火力支援。查理曼號後來在1915年10月轉往位在薩洛尼卡的法國分艦隊，防止希臘王國軍事干涉協約國在巴爾幹半島的戰事。聖路易號也在同月離開達達尼爾海峽，轉往洛里昂進行改裝，之後於1916年5月前往薩洛尼卡與查理曼號交接，讓該艦能前往比塞大進行大修。高盧人號到1915年8月前一直在達達尼爾海峽執行任務，接著在1915年末掩護從加里波利半島撤退的聯軍部隊，之後前往布雷斯特進行大修。
1916年10月，聖路易號成為東海軍總隊（division navale d'Orient）旗艦，直到1917年2月才調往比塞大。查理曼號於1916年8月抵達薩洛尼卡後就一直停留在該地，直到1917年8月後才調回土倫。高盧人號於1915年12月大修完成後，前往薩洛尼卡防禦該地，但在1916年12月27日時遭德國UB-47號潛艦擊沉。4名船員在這起災難中罹難，但其餘船員皆靠著一旁的護衛艦群而獲救。當查理曼號與聖路易號分別抵達比塞大及土倫後，便被編入後備役。法國海軍於1917年11月1日將查理曼號解除武裝，並在1920年6月21日報廢，之後於1923年出售給拆船廠拆解。聖路易號於1919年1月返回土倫，1個月後被解除武裝及退役，不過法國海軍仍將聖路易號轉為訓練艦，培育鍋爐工及輪機員船員。1920年6月後，聖路易號正式報廢，接著轉為宿舍船度過餘生。最終，該艦在1931年從海軍名錄中除籍，但直到1933年才被出售拆解。